# Horex Imperator

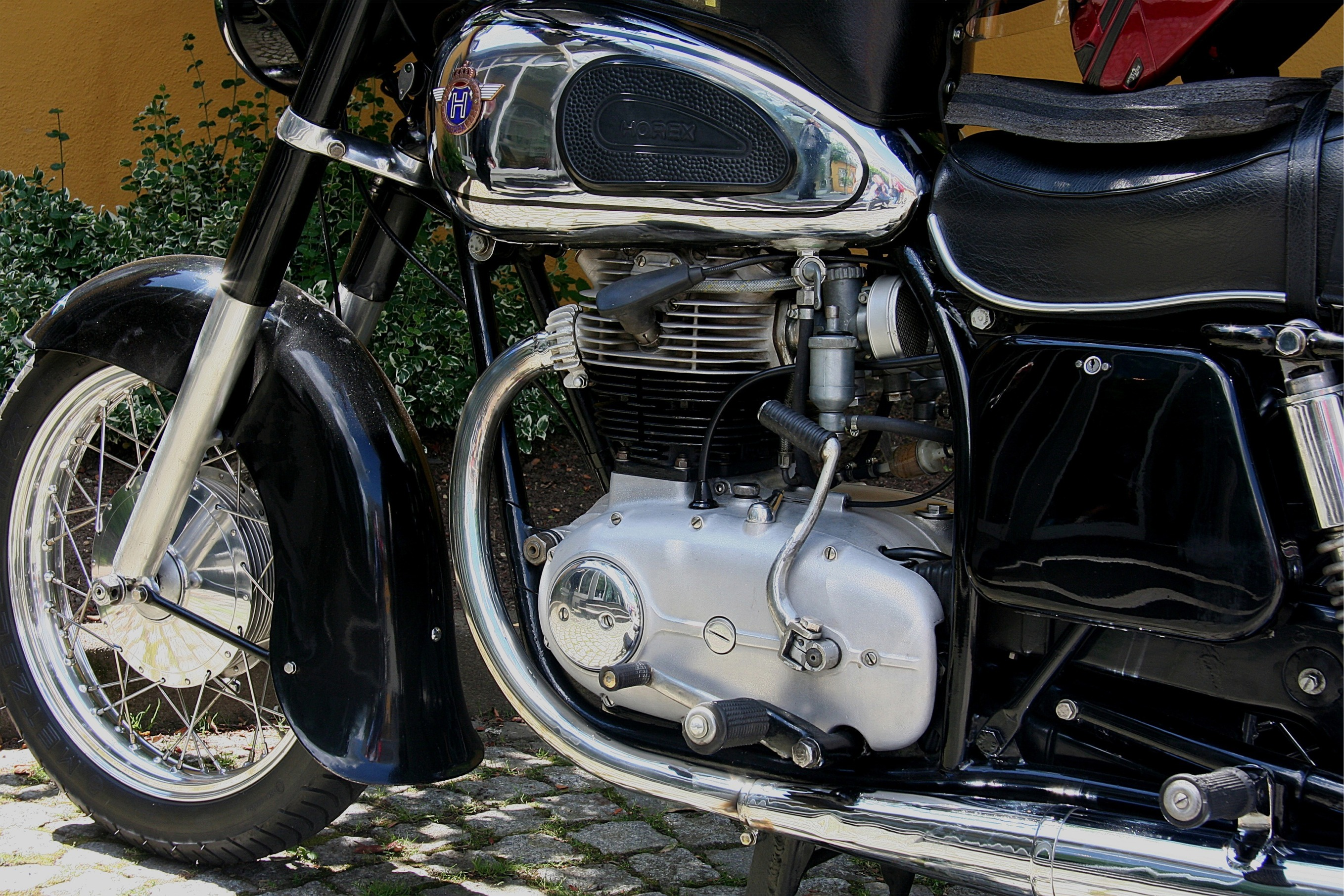
Horex Imperator mit Teleskopgabel

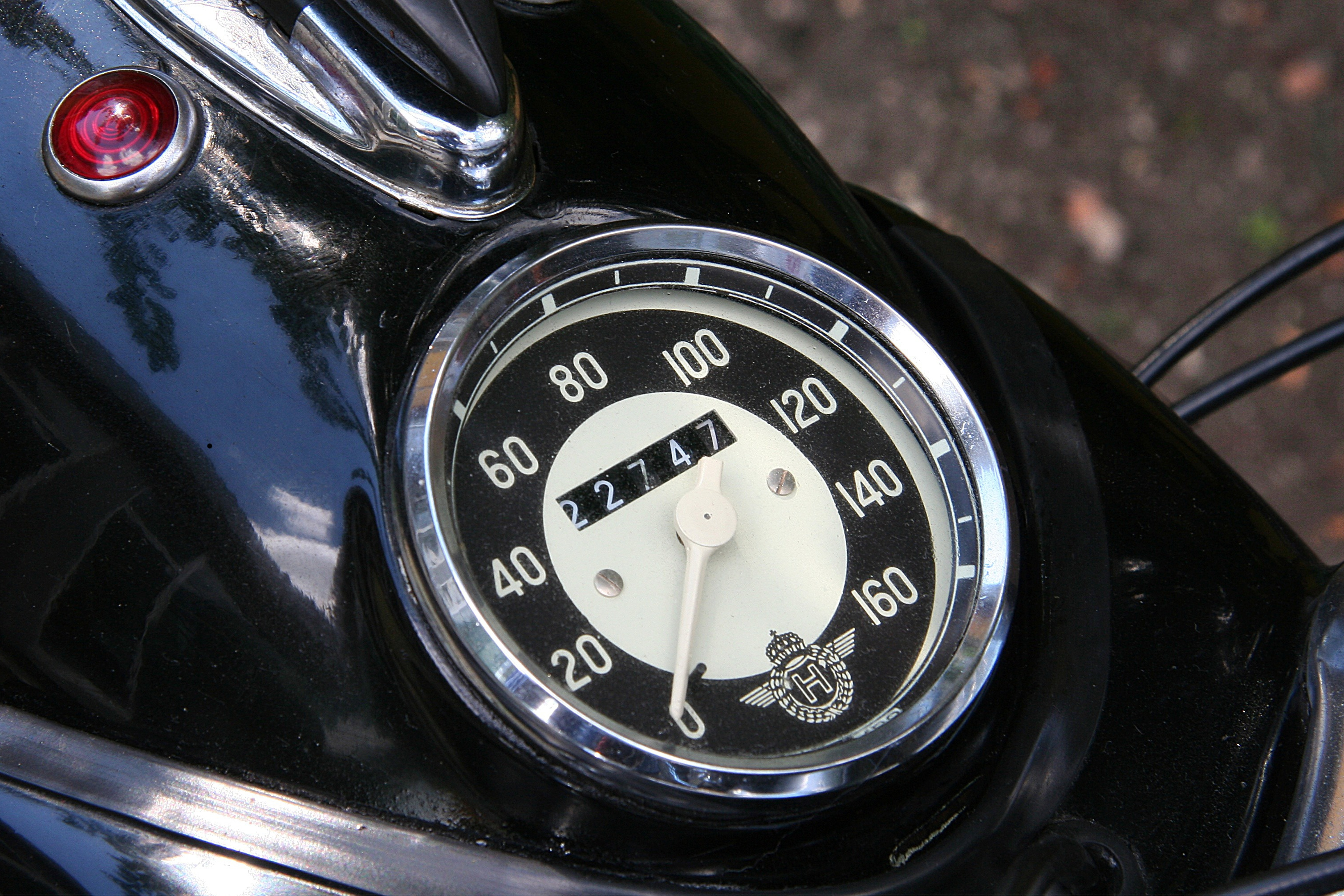
Tachometer der Horex Imperator

Die Horex Imperator war das einzige serienmäßig gebaute Motorrad mit Zweizylinder-Viertaktmotor und OHC-Ventilsteuerung, das die Horex-Werke KG, Fritz Kleemann, in Bad Homburg nach dem Krieg bauten. Der Parallel-Zweizylinder mit obenliegender Nockenwelle entstand unter der Leitung von Chefingenieur Hermann Reeb, der bereits in den 1930er-Jahren die Motoren der Modelle S 6 und S 8 mit 600 cm³ und 800 cm³ entwickelt hatte. Der Prototyp der Horex Imperator mit 500-cm³-Motor wurde auf der IFMA 1951 vorgestellt. Die Serienfertigung mit 400-cm³-Motor begann 1955; nach etwa zwei Jahren endete die Produktion der Imperator, zuletzt in Zusammenarbeit mit Zündapp als Zündapp Citation für den amerikanischen Markt gebaut. Schätzungen zufolge sollen etwa 4000 Horex Imperator gebaut worden sein.

## Entwicklungsgeschichte und Technik
Der Motorradboom in Deutschland erreichte 1952 den Höhepunkt; im Herbst 1951 hatte Horex neben der Horex Regina das Zweizylindermodell Imperator vorgestellt. Rund 20.400 Reginas wurden 1952 verkauft, doch bereits 1953 waren es nur noch 17.500 und bis 1955 sank die Zahl auf 7.000 Stück. Die Imperator und das Nachfolgemodell der Regina, die einzylindrige Resident, sollten diese Entwicklung stoppen. Im Katalog 100 Motorräder in Wort und Bild von 1952 war der Preis der Imperator mit 2.850 DM angegeben.

### Prototyp der Imperator
Anders als die Regina, eine Weiterentwicklung des Vorkriegsmodells SB 35, war die Imperator eine Neukonstruktion.
Der Motor des Prototyps wie auch des späteren Serienmodells war ein fahrtwindgekühlter Parallel-Twin mit gleichlaufenden Kolben und obenliegender Nockenwelle, die über Kipphebel die Ventile steuerte. Die Zylinder waren aus Grauguss, die getrennten Zylinderköpfe aus Aluminium. Eine 1949 für Horex patentierte, von Hermann Reeb (1901–1990) erfundene Neuheit war die Anordnung der Kette zum Antrieb der Nockenwelle in einem Leichtmetallgehäuse zwischen den Zylindern. In einer Pressemitteilung des Herstellers hieß es dazu: „Diese Kettenführung bringt außer ihrer Originalität eine absolute Symmetrie im äußeren Aufbau des Motors mit sich und gestattet gegenüber dem früher außen liegenden Steuertrieb nun eine bequeme Zugänglichkeit zu den Zündkerzen und thermische Ausgeglichenheit.“ Der 500-cm³-Motor leistete 30 PS bei 6800 Umdrehungen pro Minute. Die Höchstgeschwindigkeit lag bei 150 Kilometer pro Stunde.
Das Getriebe war in das Motorgehäuse integriert (sogenannter Blockmotor). In der Pressemitteilung wurde betont, dass sich die Getriebe- bzw. Primärkette von außen nachstellen lässt. Als „weitere Novität“ wurde herausgestellt, dass über dem Fußschalthebel links am Vierganggetriebe „eine kleine Trittlinse“ (Druckknopf) liegt, um aus jedem Gang heraus direkt in den Leerlauf zu wechseln. Hersteller des Getriebes war Hurth Getriebe und Zahnräder in München.
Das Fahrwerk der Imperator bestand aus einem Doppelrohrrahmen, Teleskopgabel und Hinterradschwinge mit 80 Millimeter Federweg. Gabel und Schwinge waren hydraulisch gedämpft. Vorder- und Hinterrad hatten Steckachsen. Eine Verkleidung des Hinterradbereichs sollte die Windschnittigkeit verbessern und Schmutzecken vermeiden. Die darunter gekapselt eingebaute Batterie war durch eine Klappe zugänglich. Um die Verkleidung abzunehmen, waren nur wenige Schrauben zu lösen.
Parallel zur Imperator lief die Entwicklung einer 500er Horex-Werksrennmaschine, was die Leistungsfähigkeit der Versuchsabteilung offenbar überforderte, sodass die zunächst ausgiebigen Probefahrten mit den Imperator-Prototypen und die Arbeiten zur Verbesserung für die Serienfertigung eingestellt wurden. Nach außen hin hieß es, ein derart leistungsstarkes Motorrad wie die Imperator sei für den Normalfahrer ungeeignet und allenfalls von Spitzensportlern zu beherrschen.

### Serienmäßig gebaute Horex Imperator
Anfang 1954 wurde das Imperator-Projekt wieder aufgegriffen und das neue Motorrad in weniger als einem halben Jahr zur Serienreife gebracht. Bereits im Dezember 1954 stellte Horex die erste fahrbereite Maschine vor, die sich in verschiedener Hinsicht von den Prototypen unterschied. Motor und Rahmen waren Neukonstruktionen. Die Produktion begann 1955.
Mit Rücksicht auf die damals übliche Besteuerung und Versicherung von Motorrädern nach dem Hubraum statt nach Leistung wurde der Hubraum entgegen der Empfehlung von Oberingenieur Rudolf Gunkel von ursprünglich 500 cm³ auf 400 cm³ verringert. In einer Pressenotiz hieß es dazu: „Mit ihrem 26 PS Dauerlast-Hochleistungsmotor und einer Reisegeschwindigkeit von 135 km/h gehört sie [die Imperator] in die internationale Spitzenklasse der 500er Modelle. Für den Käufer bedeutet das: Die Steuerzahlung einer 350er, die Wirtschaftlichkeit der mittelschweren Klasse und die Leistung der ganz Großen.“
Der Motor wurde mit wahlweise einem oder zwei Vergasern angeboten. Mit einem Vergaser lag die Höchstleistung bei 26 PS bei 6500/min, als Dauerleistung wurden 24 PS bei 5650/min angegeben. Mit zwei Vergasern betrug die Höchstleistung 27,8 PS bei 7350/min, die Dauerleistung 26 PS bei 6200/min. Statt eines dreiteiligen Motorgehäuses hat das Serienmodell ein zweiteiliges, senkrecht geteiltes Motorgehäuse aus Leichtmetall. Die ursprünglich einzelnen Zylinder und der Zylinderkopf sind als Einheit zusammengegossen. Zur Kraftübertragung vom Motor zum Getriebe (Primärantrieb) ist die ursprünglich vorgesehene Kette durch schrägverzahnte Zahnräder ersetzt. Für den Sekundärantrieb von Getriebe zum Hinterrad wurde die Rollenkette (5/6 × 1/4″) beibehalten. Sie ist durch einen mitschwingenden Kettenkasten gegen Staub und Schmutz geschützt. Zur Schmierung läuft die Kette über im Kettenkasten eingenietete Schmierfilze.
Das Serienmodell hat auch einen geschlossenen Doppelrohrrahmen. Alternativ zur ölgedämpften Teleskopgabel gab es nach kurzer Bauzeit eine Vorderradschwinge mit ebenfalls ölgedämpften Federbeinen, die hauptsächlich für den Gespannbetrieb empfohlen wurde. Das Hinterrad wird wie von Anfang an in einer Schwinge geführt; ihre Federbeine sind verstellbar, um sie der unterschiedlichen Belastung bei Solo- oder Soziusbetrieb oder mit Beiwagen anzupassen. Die Verkleidung des Hinterradbereichs gibt es beim Serienmodell nicht. Unterhalb der Doppelsitzbank ist links und rechts ein Kasten angebracht, der das Werkzeug und eventuell andere Kleinteile aufnimmt; ein weiteres kleines Ablagefach, in dem die Luftpumpe liegt, ist unter der hochklappbaren Sitzbank.

### Gespannbetrieb
Die Imperator ist für den Gespannbetrieb vorbereitet. Um mit Seitenwagen zu fahren, muss die Soloübersetzung gegen Seitenwagenübersetzung ausgewechselt werden, das heißt, sowohl das kleine Zahnrad (Ritzel) am Getriebe wie auch das Zahnrad am Hinterrad ist auszutauschen. Am Getriebe sind es 13 statt 14 Zähne, hinten 43 statt 41 Zähne. In der Bedienungsanleitung wird darauf hingewiesen und in einer Skizze dargestellt, dass eine Vorspur von 25–30 Millimeter einzustellen ist, die an den unteren Streben des Seitenwagens reguliert werden kann. Bevor der Seitenwagen fest angeschlossen wird, ist darauf zu achten, dass sein Boden waagerecht liegt und das Motorrad in unbelastetem Zustand senkrecht steht. Das Hinterrad des Motorrades muss bei Gespannbetrieb mit 4.00–18 bereift sein; das Seitenwagenrad hat die Reifengröße 3.25–18. Die Höchstgeschwindigkeit des Gespanns beträgt mit Zweivergasermotor 115 Kilometer pro Stunde.

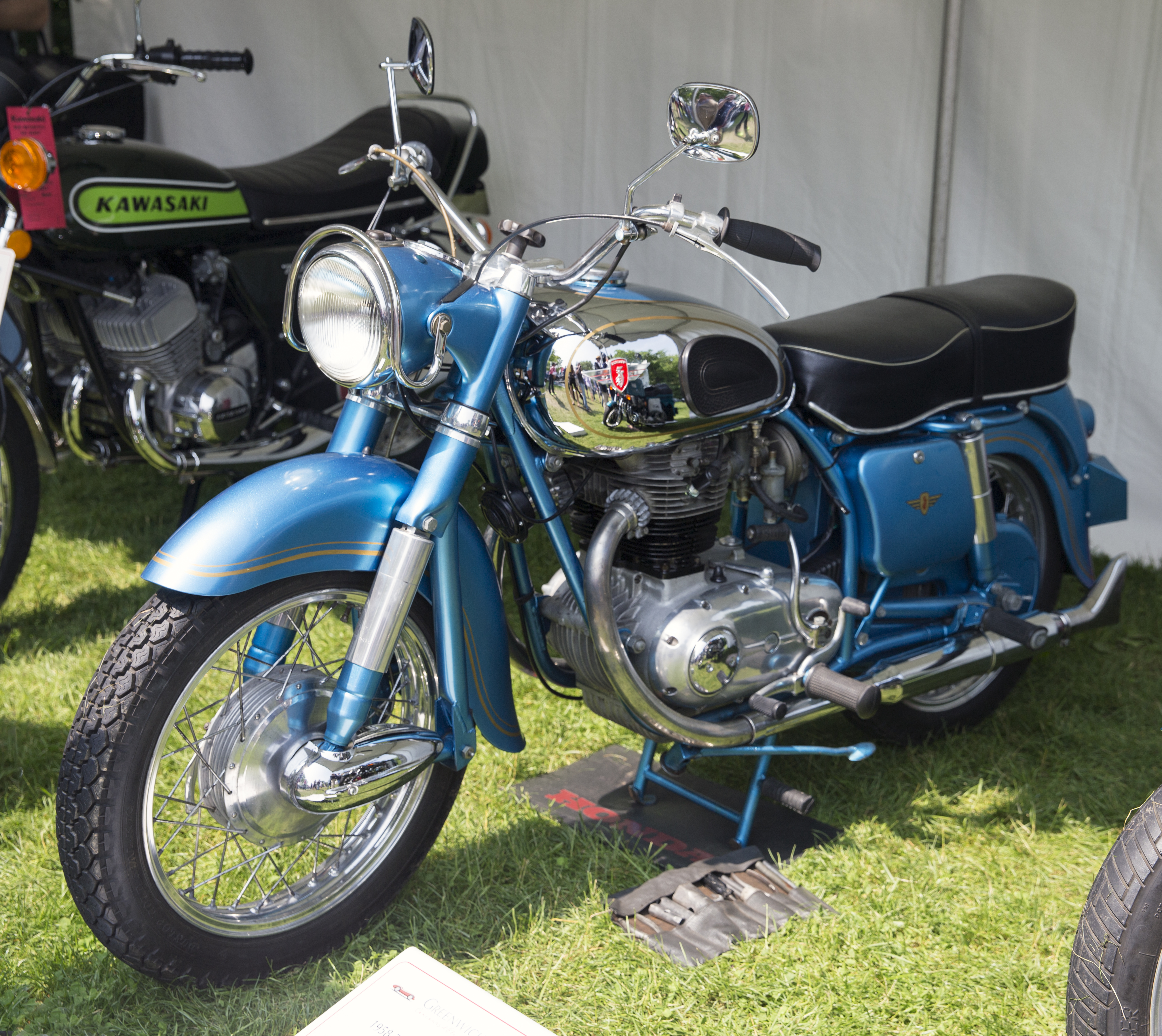
Zündapp Citation

### Varianten der Imperator
Zusätzlich zur Serienausführung der Imperator bot Horex Varianten für Sportfahrer an. In der Werbung hieß es: „Wann und wo Sie starten, ob auf der Straße oder im Gelände, ob bei Zuverlässigkeitsfahrten oder bei Rennen, Horex hilft Ihnen in Sonderanfertigung Gelände- und Supersportmodelle.“ Diese Modelle mit den Zusätzen RS (Rennsport) oder GS (Geländesport) leisteten bis zu 37 PS und waren bis zu 170 km/h schnell.
Den Absatzrückgang bei Horex und in der Motorradbranche allgemein konnte die Imperator nicht stoppen. 1957 wurde der Verkaufspreis von 2.585 DM um 200 DM reduziert, was aber nicht den erhofften Erfolg brachte. Die letzte Variante der Imperator war die in Zusammenarbeit mit Zündapp gebaute Zündapp Citation mit 450-cm³-Motor und hochgezogenem Lenker für den US-Markt.

## Test und Kritik
Der Motorradjournalist Ernst Leverkus  bemängelte 1956 nach Versuchen auf dem Nürburgring den nach seiner Meinung anfangs nicht ausgereiften Motor der Imperator. Die Antriebskette der Nockenwelle „fungierte zeitweilig als Ölbagger“ und fördere zu viel aus dem Ölreservoir in den Zylinderkopf hinauf. Nach vier scharf gefahrenen Runden sei hinter dem Gefälle der Fuchsröhre, wo 7500 Umdrehungen pro Minute erreicht wurden, fast immer etwas gebrochen: mal die Nockenwelle, mal ein Kipphebel oder ein Pleuel. Horex habe aber die Schwachpunkte beheben können, sodass er ein halbes Jahr später mit einem Imperator-Gespann rund 15.000 Kilometer fuhr und der Motor jede Beanspruchung aushielt. Allerdings bemängelte er eine „sehr hohe Schwingungsfrequenz“, die der Fahrer zwar nicht in den Handgelenken bemerke, sich aber in Tankrissen, eingerissenen Kotflügeln und Nummernschildern zeige. Unabhängig davon lobte er die Imperator wie auch die Resident als Motorräder mit den schönsten Motoren, die er je gesehen habe.

## Technische Daten
| Horex Imperator       | Prototyp | Serienmodell |
| --------------------- | --- | --- |
| Motor                 | 2-Zylinder-Viertakt (OHC)                                                                                            | 2-Zylinder-Viertakt (OHC)                                                                                            |
| Hubraum               | 497 cm³ | 392 cm³ |
| Bohrung × Hub         | 65 × 75 mm | 61,5 × 66 mm |
| Leistung bei 1/min    | 30 PS (22 kW) bei 6800                                                                                               | 26 PS (19,1 kW) bei 6500 (1 Vergaser) 27,8 PS (20,4 kW) bei 7350 (2 Vergaser)                                        |
| Ventilsteuerung       | Obenliegende Nockenwelle, Kipphebel, hängende Ventile                                                                | Obenliegende Nockenwelle, Kipphebel, hängende Ventile                                                                |
| Verdichtung           | 7 : 1 | 7,5 : 1 |
| Vergaser              | k. A. | 1 Vergaser: Bing 2/24/29 2 Vergaser: Bing 1/24/47 und 1/24/48                                                        |
| Kühlung               | Luftkühlung | Luftkühlung |
| Schmierung            | Trockensumpf | Trockensumpf |
| Getriebe              | 4-Gang-Getriebe mit Fußschaltung (meist Schaltwippe)                                                                 | 4-Gang-Getriebe mit Fußschaltung (meist Schaltwippe)                                                                 |
| Rahmen                | Geschlossener Doppelrohrrahmen                                                                                       | Geschlossener Doppelrohrrahmen                                                                                       |
| Federung vorn         | Hydraulisch gedämpfte Teleskopgabel                                                                                  | Teleskopgabel oder Schwinge                                                                                          |
| Federung hinten       | Schwinge mit hydraulisch gedämpften Federbeinen                                                                      | Schwinge mit hydraulisch gedämpften Federbeinen                                                                      |
| Radstand              | 1400 mm | 1380 mm |
| Gesamtlänge           | 2150 mm | 2140 mm |
| Sattelhöhe            | 750 mm | 785 mm |
| Reifen vorn/hinten    | 3.25–19/3.50–19 | 3.25–18/3.50–18 |
| Bremsen               | Leichtmetall-Vollnaben mit Kühlrippen, Trommeldurchmesser 190 mm, Bremsbackenbreite 40 mm Bremsfläche je Rad 124 cm² | Leichtmetall-Vollnaben mit Kühlrippen, Trommeldurchmesser 190 mm, Bremsbackenbreite 40 mm Bremsfläche je Rad 124 cm² |
| Trockengewicht        | 175 kg | 175 kg |
| Leergewicht           | ca. 195 kg | ca. 195 kg |
| Tankinhalt            | 20 l | 17 l |
| Normverbrauch*        | ca. 4,5 l/100 km | ca. 4,5 l/100 km |
| Höchstgeschwindigkeit | 150 km/h | 135 km/h |

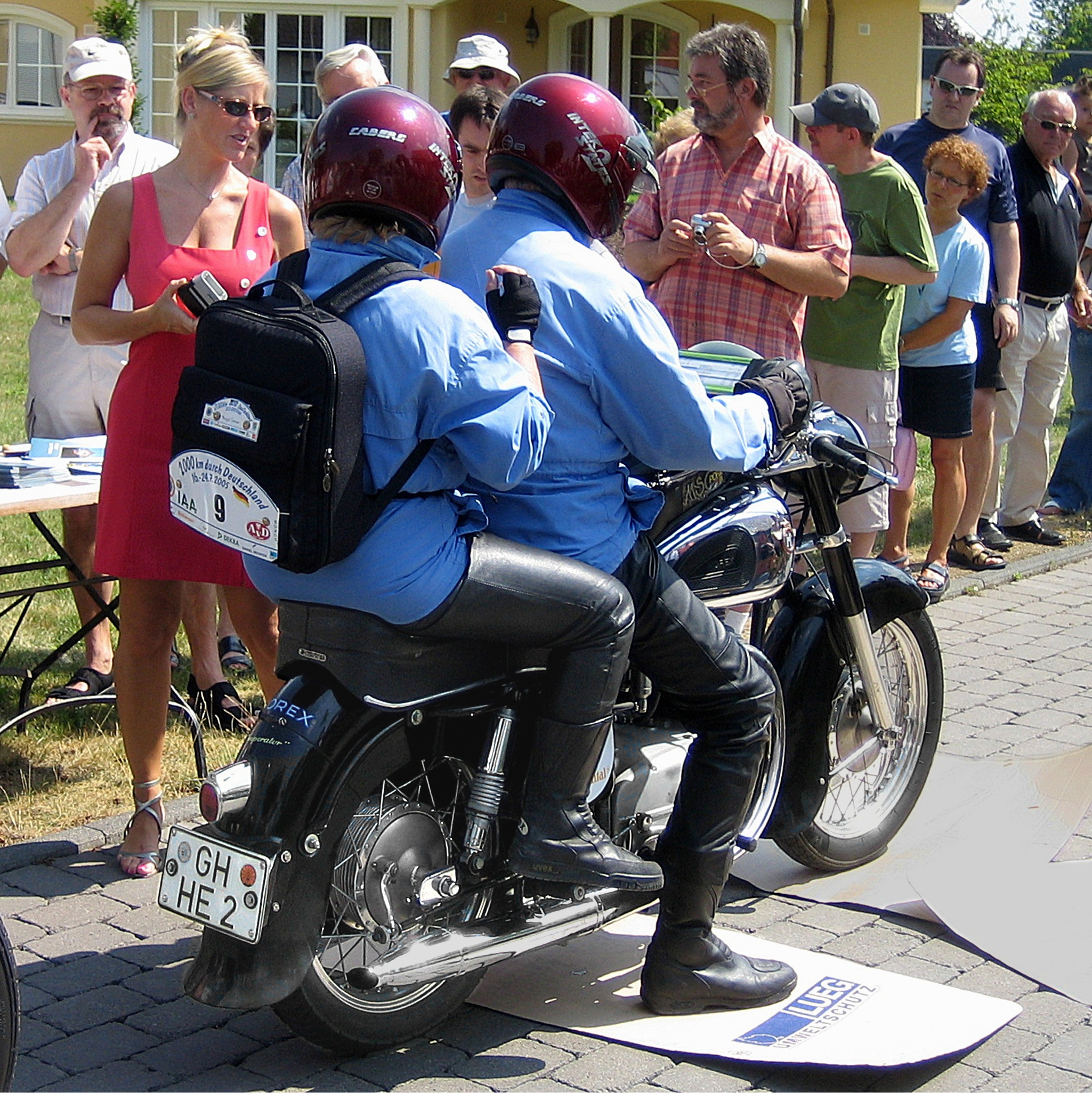
Horex Imperator bei der Oldtimerrallye „2000 km durch Deutschland“ 2005 an einer Kontrollstelle

- Verbrauch bei gleichbleibend Dreiviertel der Höchstgeschwindigkeit, auf ebener Strecke bei Windstille + 10